# Kómara (Évros)
Kómara, en grec moderne : Κόμαρα, est un village du dème d'Orestiáda, district régional de l'Évros, en Macédoine-Orientale-et-Thrace, Grèce. 
La localité appartient au district municipal de Trígono et constitue l'une des communautés municipales. Selon le recensement de 2021, elle compte 474 habitants.